# Список умерших в 637 году

## Февраль
- 16 февраля — Мария аль-Кибтия, жена (либо наложница) исламского пророка Мухаммеда.

## Дата смерти неизвестна или требует уточнения
- Гартнарт III, король пиктов (633—637).
- Файльбе Фланн, король Мунстера (626/628—637/639) из рода Кашелских Эоганахтов.
- Шахрияр Дербенди, персидский аристократ.